# 加里·奥尔康
加里·R·奥尔康（英語：Gary R. Alcorn，1936年10月8日—2006年11月29日），美国NBA联盟职业篮球运动员。他在1959年的NBA选秀中第3轮第16顺位被底特律活塞选中。为底特律活塞和洛杉矶湖人分别效力一年。